# Helvoirts weekend
Het Helvoirts Weekend is een vier dagen durend evenement, dat sinds 1971 jaarlijks wordt georganiseerd in Helvoirt. 
Het evenement is ontstaan uit de vlooienmarkt die al een aantal jaren bestond in Helvoirt. Ruim 30 jaar geleden kwam er een plan om de vlooienmarkt aan te kleden met een jaarmarkt en een kermis. Het geheel speelde zich af rondom de kerk aan de Kastanjelaan en Achterstraat in Helvoirt. Na ongeveer vier - vijf jaar verhuisde het hele evenement naar de rolschaatsbaan waar toen de HOJ hun jeugdhuis, D'n Inbreng, opende en het evenement uit de drukke kern van Helvoirt verdween.

## Vier dagen feest
Al gauw werden twee dagen vier dagen en plande men het Helvoirts Weekend in het weekend van Hemelvaart, elk jaar vier dagen feest in dit Brabantse dorp.
De donderdag bestaat al sinds jaar en dag uit overdag een vlooienmarkt, met opbodverkoop en een kindermarkt, de donderdagavond werd voorheen Hemelpop genoemd, met diverse artiesten op het podium welke op dat moment bekend zijn door onder andere noteringen in de hitlijsten.
Sinds 2010 is deze avond vervangen door Glorious, waarbij er bekende DJ's uit de dancescene komen optreden.
De vrijdagmiddag is gereserveerd voor de ouderen uit het dorp, 's avonds is er de Hollandse avond, over het algemeen de drukst bezochte avond met bekende artiesten met een Nederlandstalig repertoire. In het verleden hebben o.a. Marco Borsato en Jan Smit hier al gestaan.
Het dagprogramma op de zaterdag is gericht op kinderen. De tent wordt gevuld met diverse speeltuigen en leden van Kindervakantiewerk Helvoirt helpen mee. De zaterdagavond wisselt qua programma, zo is het in het verleden een country-avond geweest, een boerenrock-avond en zal het in 2011 een 90's Party worden.
De zondag bestaat uit de jaarmarkt met in de feesttent een wisseling tussen optredens en een dienstenveiling. Op het terrein van de jaarmarkt vindt straattheater plaats en sinds enkele jaren ook de finale van het Open Podium.

## Aangesloten verenigingen
Aangesloten verenigingen bij de HOJ zijn KPJ Helvoirt, Kindervakantiewerk Helvoirt en Jong Nederland afd. Helvoirt.

## 2011
Helvoirts Weekend is een activiteit die in 2011 voor het 34e jaar door een groep vrijwilligers op touw is gezet om het jeugd en jongerenwerk van Helvoirt financieel te ondersteunen.
Ook wordt er een deel van de opbrengst gebruikt voor het onderhoud van Jeugdhuis D'n Inbreng, het onderkomen van de drie aangesloten verenigingen.
Jaarlijks komen er ruim 30.000 bezoekers naar Helvoirt voor het evenement dat telkens gehouden wordt tijdens het Hemelvaartweekend.